# Янов (станция)
Янов (укр. Янів) — закрытая железнодорожная станция, расположенная на участке Чернигов — Овруч Юго-Западной железной дороги вблизи города Припять на Украине.

## История
Введена в строй в 1925 году. Посёлок и станция Янов дали начало городу Припять.
До аварии на ЧАЭС станция относилась к Юго-Западной железной дороге. На станции выполнялась пассажирская и грузовая работа, примыкали подъездные пути ЧАЭС, складов ОРС, нефтебазы и других предприятий города Припять.
После аварии станция была закрыта для пассажирского движения  (последний пассажирский поезд "191 Москва - Хмельницкий" проследовал станцию Янов 29 апреля 1986 года).
Станция Янов входит в транспортный комплекс госпредприятия «Чернобыльсервис».
На станции один главный, три приемо-отправочных пути и несколько путей для накопления подвижного состава. Имеются устройства для выполнения грузовых операций, примыкания подъездных путей ЧАЭС и СХОЯТ.
В межпутье западной горловины станции сохранились устройства водоснабжения паровозов (паровозная колонка).
В период реконструкции железнодорожного участка Чернигов — Янов для обеспечения обслуживания персонала ЧАЭС и подрядных организаций в 1986—1987 годах станция Янов и участок от Янова до Славутича были электрифицированы. На данный момент контактная сеть не используется и частично демонтирована на самой станции и на перегоне Янов — Семиходы.
Один из путей, проходящих через станцию, позже был реконструирован и использовался для обеспечения строительных работ по сооружению объекта «Укрытие-2» — нового саркофага для ЧАЭС.

## Галерея

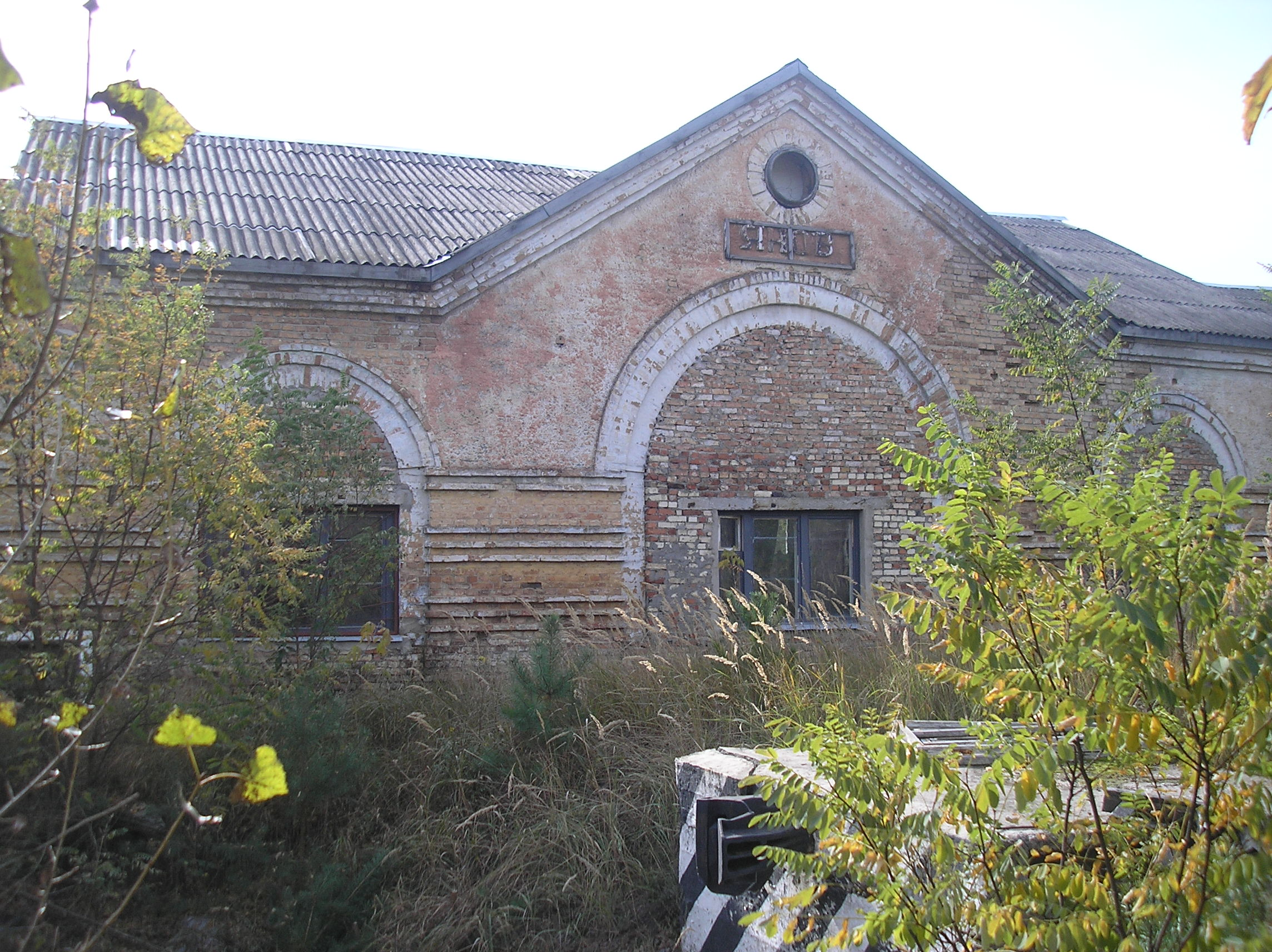
Старое здание в 2008 году.
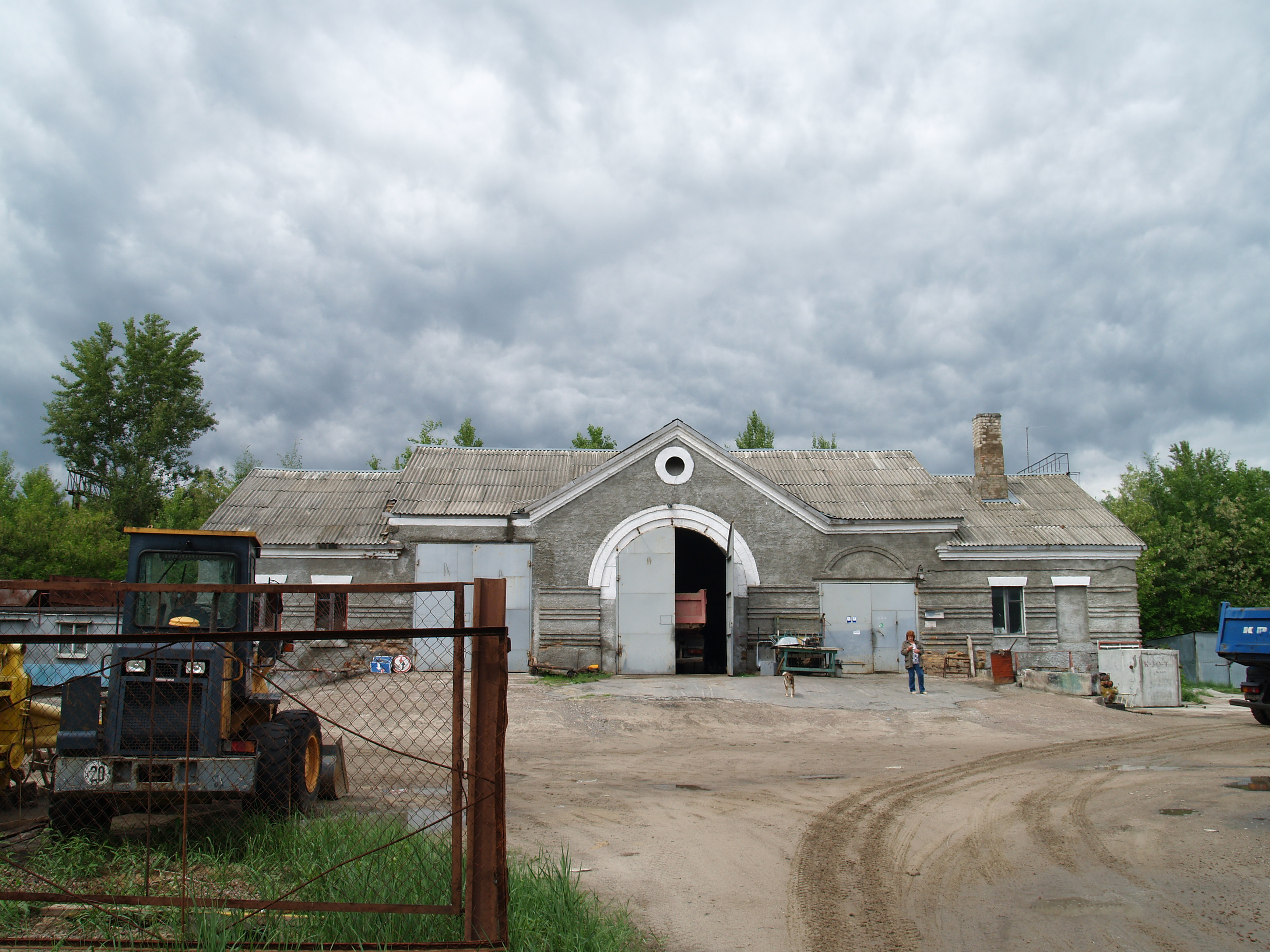
То же здание в 2013 году.
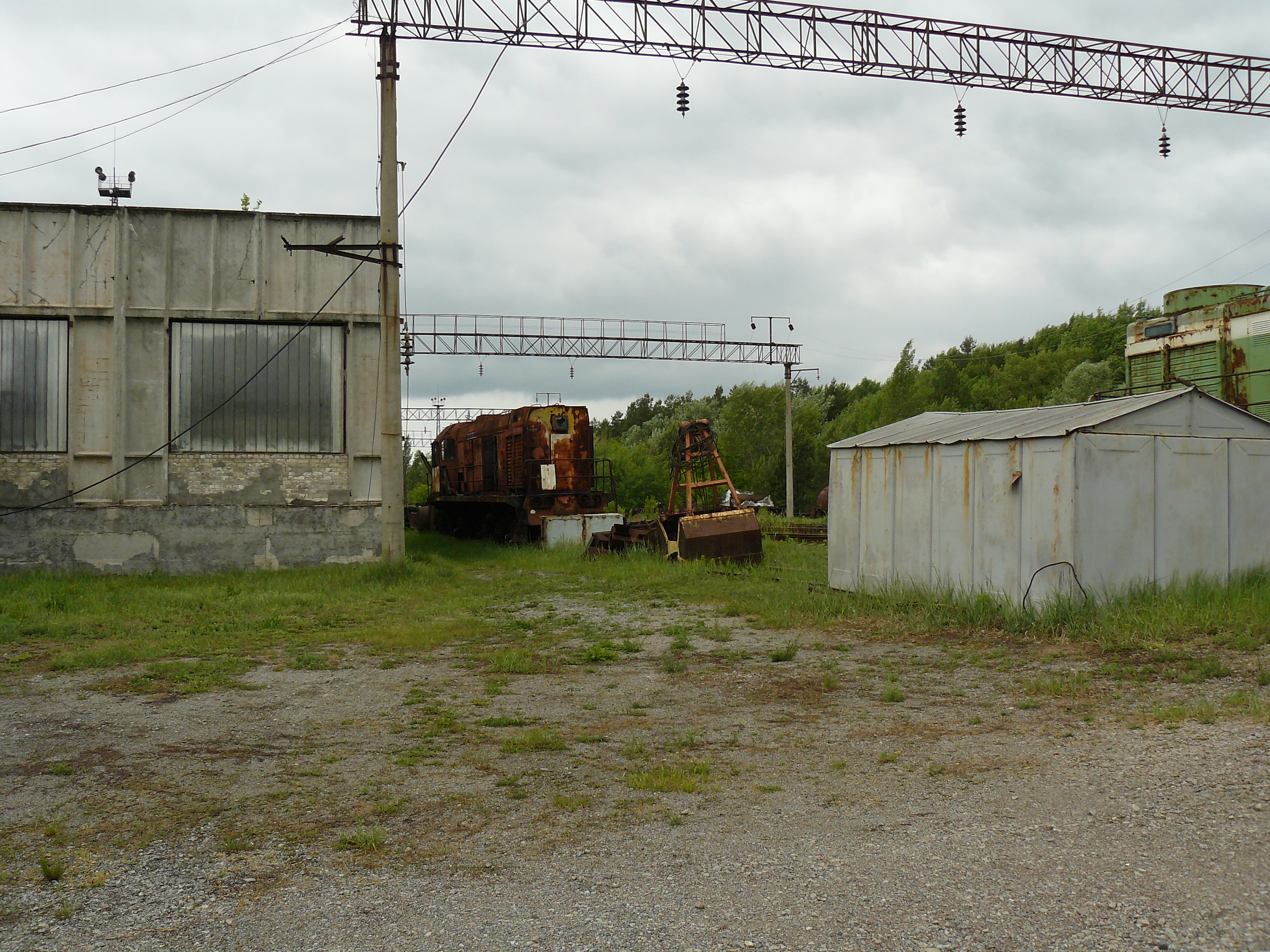
Вид на станцию.
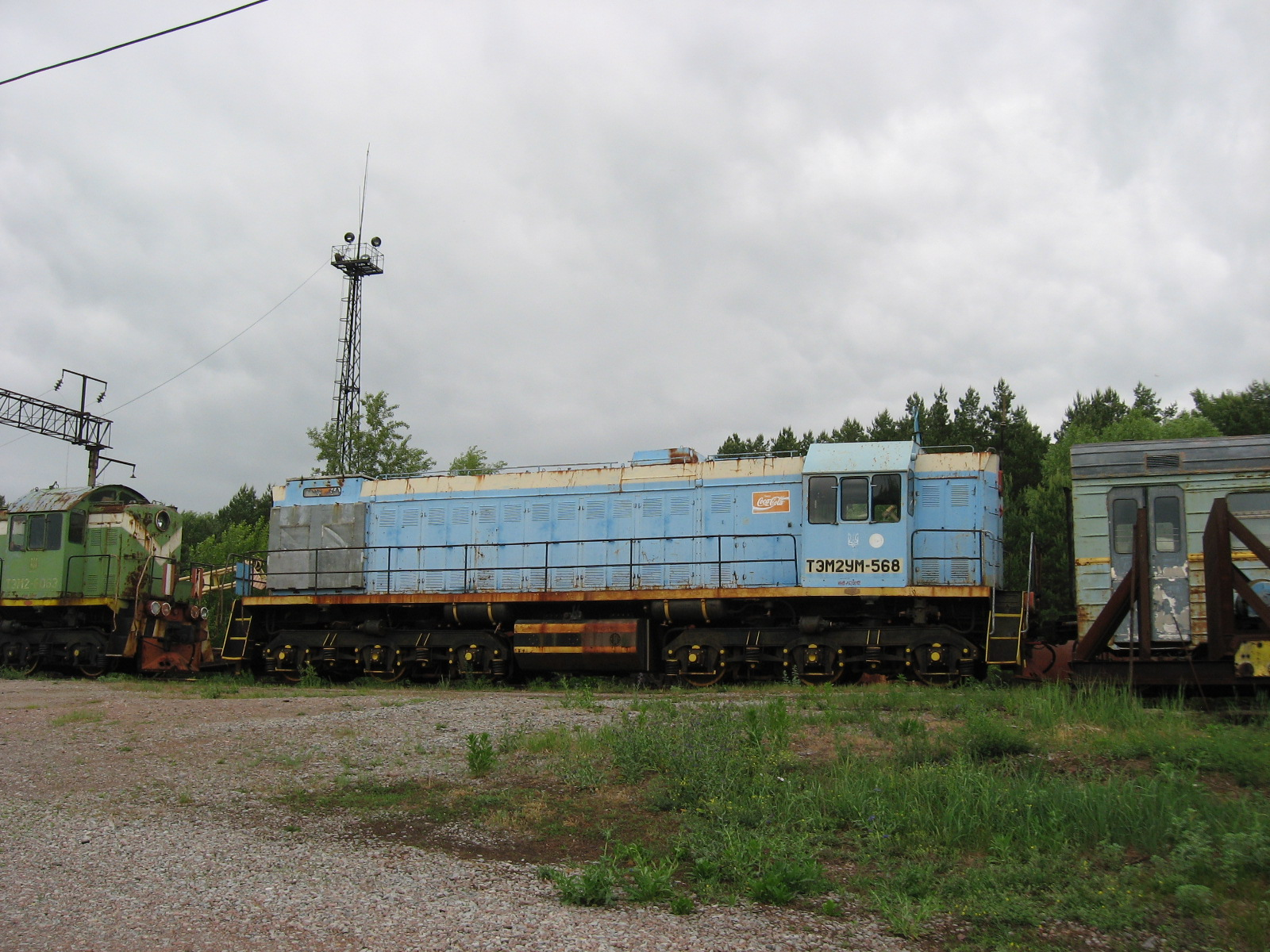
Тепловоз на станции.
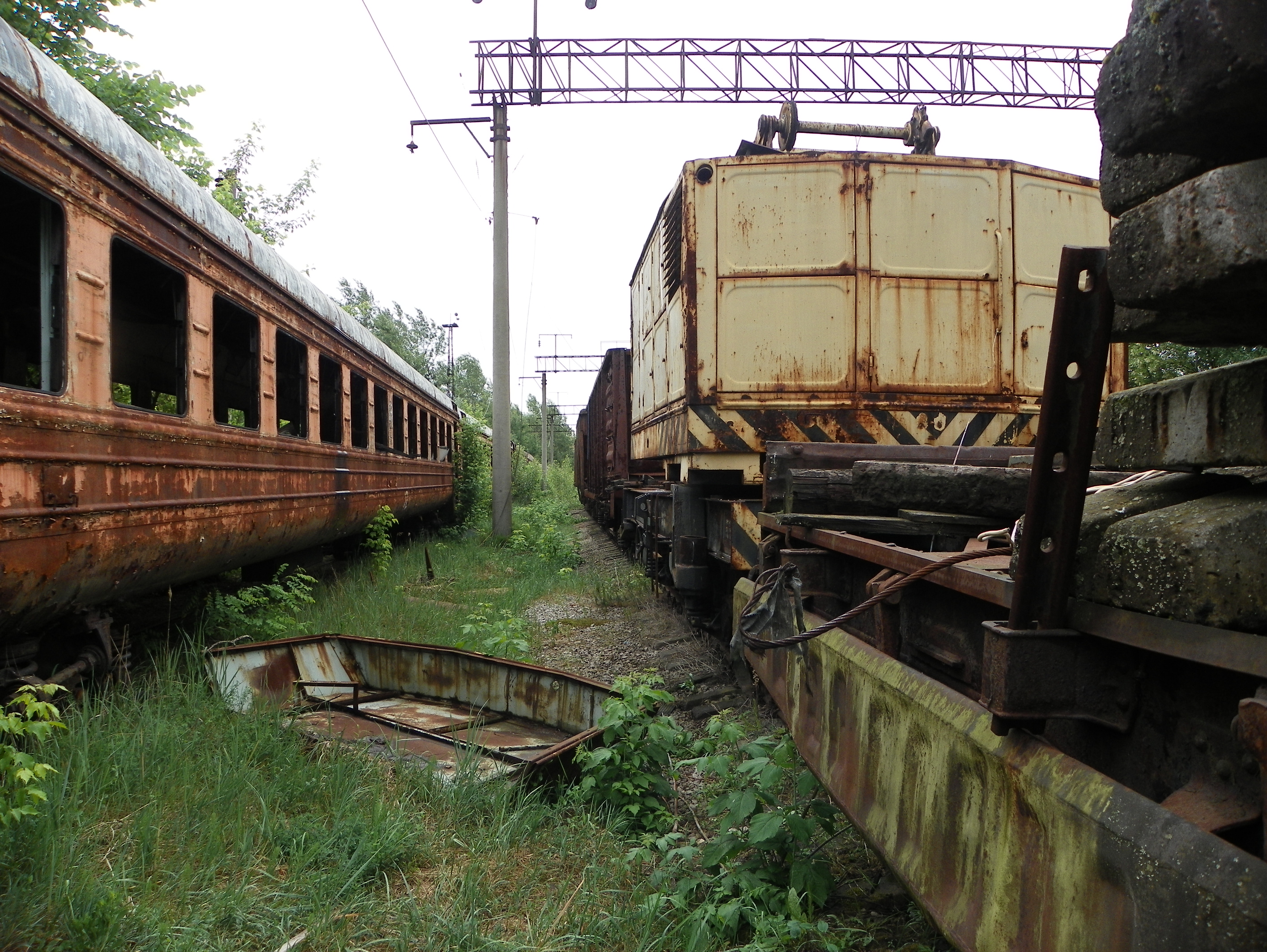
Заброшенные поезда на станции.

## В компьютерных играх "S.T.A.L.K.E.R"
- Станция Янов — один из элементов локации «Окрестности Юпитера» компьютерной игры «S.T.A.L.K.E.R.: Зов Припяти». На ней располагается перевалочный пункт сталкеров и членов группировок «Долг» и «Свобода».